# 뱀속
뱀속(Elaphe 엘라페[*])은 뱀과 뱀아과에 속한 뱀들의 한 속이다. 북반구에 널리 사는 중대형 뱀들로, 모두 독이 없고 먹이를 졸라 죽이는 뱀(constrictor)들이다.  독은 없지만 물리면 아프고 타액을 통해 세균 감염이 일어날 수 있으므로 주의하는 편이 좋다.
원래 엄청나게 큰 속이었지만, 미토콘드리아 DNA 분석 결과 속해 있던 종들 중 상당수가 바하칼리포르니아구렁이속(Bogertophis), 장신구뱀속(Coelognathus), 교목구렁이속(Gonyosoma), 옥수수뱀속(Pantherophis), 아스클레피오스뱀속(Zamenis), 녹색구렁이속(Senticolis) 등등으로 분산되어 현재는 16종만 남아 있다.